# Georg Nikolaus Nissen
Georg Nikolaus Nissen (Haderslev, 22 gennaio 1761 – Salisburgo, 24 marzo 1826) è stato un diplomatico e scrittore danese. Sposò Constanze Weber e fu uno dei primi biografi del primo marito di lei, Wolfgang Amadeus Mozart.

## Biografia
Nissen era figlio del commerciante Jens Nissen e di Anna Elisabeth Zoëga, la quale apparteneva ad un'influente famiglia danese. Nel 1781 completò gli studi di giurisprudenza presso l'università di Copenaghen e divenne agente dell'ufficio postale generale di Copenaghen, che era diretto da suo zio Jürgen Zoëga. Dal 1791 passò alla carriera diplomatica. Inizialmente fu delegato danese presso la dieta a Ratisbona, quindi nel 1793 divenne incaricato d'affari della delegazione presso la corte di Vienna.
Nel 1797, mentre si trovava a Vienna, Nissen conobbe la vedova di Mozart, Constanze, il cui marito era deceduto sei anni prima. Constanze aveva ottenuto dall'imperatore una pensione e conduceva trattative con la casa editrice Breitkopf & Härtel di Lipsia per la vendita dei manoscritti di Mozart. Nissen la aiutò in questo lavoro. A partire dal settembre 1798 i due cominciarono a convivere, ma si sposarono soltanto undici anni più tardi, il 26 giugno 1809, a Presburgo. Il matrimonio rimase senza figli.
Nel 1810 la coppia si trasferì a Copenaghen, dove Nissen operò come censore e consigliere di Stato fino al 1820, quando si ritirò dal servizio. Per alcuni anni Nissen e la moglie viaggiarono in Germania e in Italia, infine, nell'agosto 1824, si stabilirono a Salisburgo.

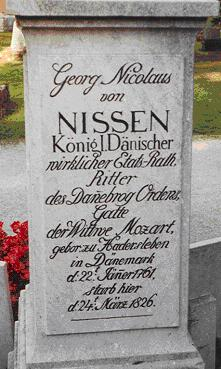
La tomba di Nissen a Salisburgo.

Nissen accarezzò per lungo tempo l'idea di scrivere una biografia di Mozart, ma si accinse seriamente al lavoro solamente nel 1823. Sebbene la sua fonte primaria fosse la stessa Constanze, egli si sforzò di mantenere un punto di vista neutrale. Raccolse puntigliosamente tutto il materiale biografico che riuscì a procurarsi. A Salisburgo ebbe la fortuna di ottenere dalla sorella di Mozart, Nannerl, una raccolta di circa 400 lettere della famiglia Mozart. Inoltre, intervistò varie persone che avevano conosciuto il compositore. Il lavoro di Nissen rimase tuttavia incompiuto, giacché la morte lo colse nel 1826, quando il lavoro di raccolta del materiale era ancora in corso.
Su iniziativa di Constanze, nel 1828 la biografia di Mozart fu portata a termine grazie all'opera del medico Johann Heinrich Feuerstein e di Gaspare Spontini (all'epoca soprintendente generale della musica a Berlino) e venne quindi pubblicata da Breitkopf & Härtel.
La tomba di Nissen si trova nel cimitero di Sankt Sebastian a Salisburgo. Sulla lapide è scritto: Georg Nicolaus von Nissen, Königl. Dänischer wirklicher Etats-Rath. Ritter des Dannebrog-Ordens. Gatte der Wittwe Mozart ("Georg Nikolaus von Nissen, consigliere di Stato al servizio effettivo del re di Danimarca. Cavaliere dell'ordine del Dannebrog. Marito della vedova Mozart").

## Opere
- Biographie W. A. Mozart’s. Nach Originalbriefen, Sammlungen alles über ihn Geschriebenen, mit vielen neuen Beylagen, Steindrücken, Musikblättern und einem Fac-simile ("Biografia di W. A. Mozart. Basata su lettere originali e raccolte di ciò che è stato scritto su di lui, con molti nuovi allegati, litografie, partiture e un facsimile"), Lipsia, Breitkopf & Härtel, 1828 (versione online).
- Biografia di Wolfgang Amadeus Mozart, a cura di Marco Murara, Varese, Zecchini Editore, 2018. ISBN 978-8865401958.